# Бочково
Бочково (словен. Bočkovo) — поселення в общині Блоке, Регіон Нотрансько-крашка, Словенія. Висота над рівнем моря: 735,8 м.